# 록히드 HC-130

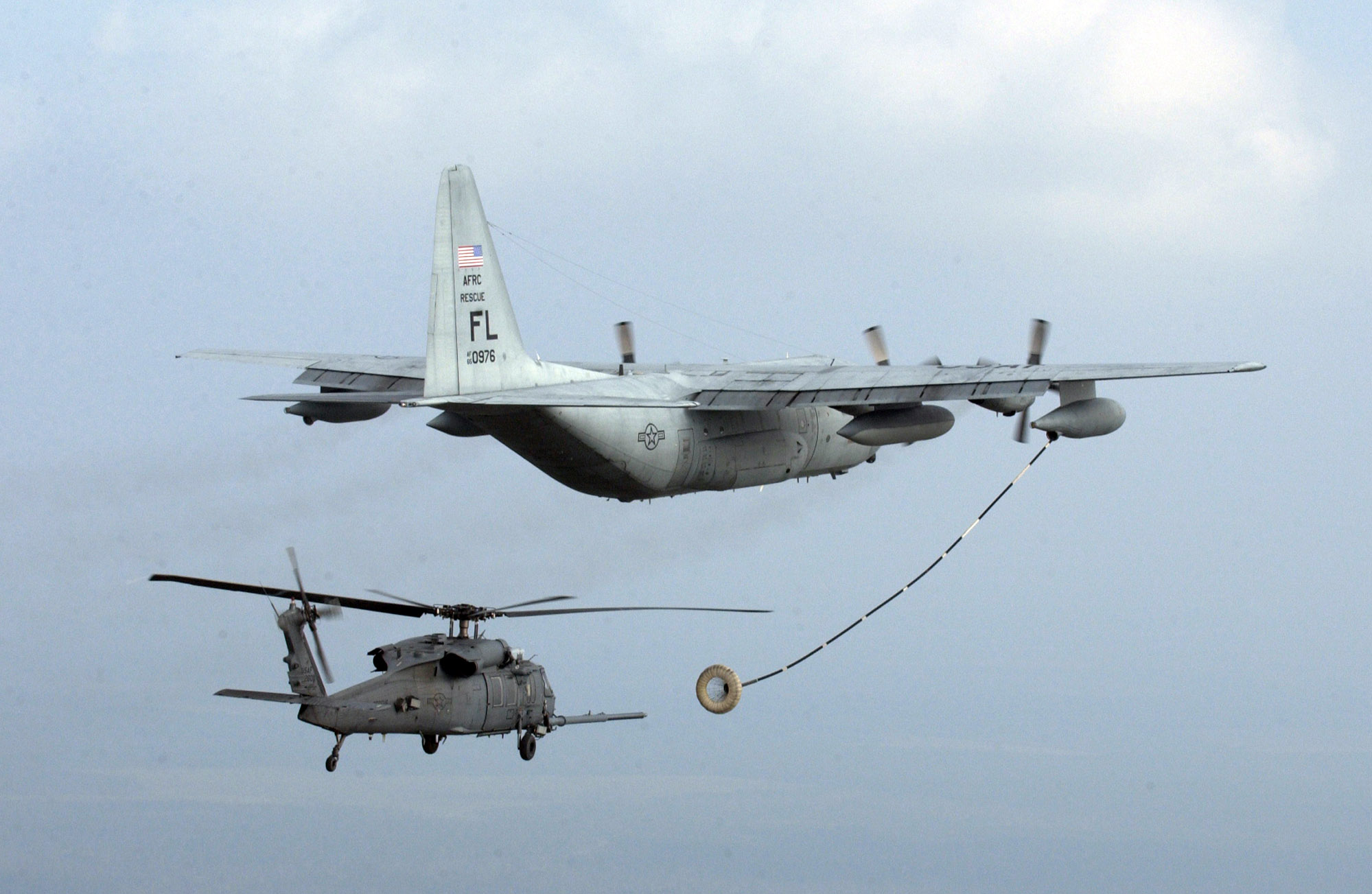
HH-60 헬기에 공중급유중이다.

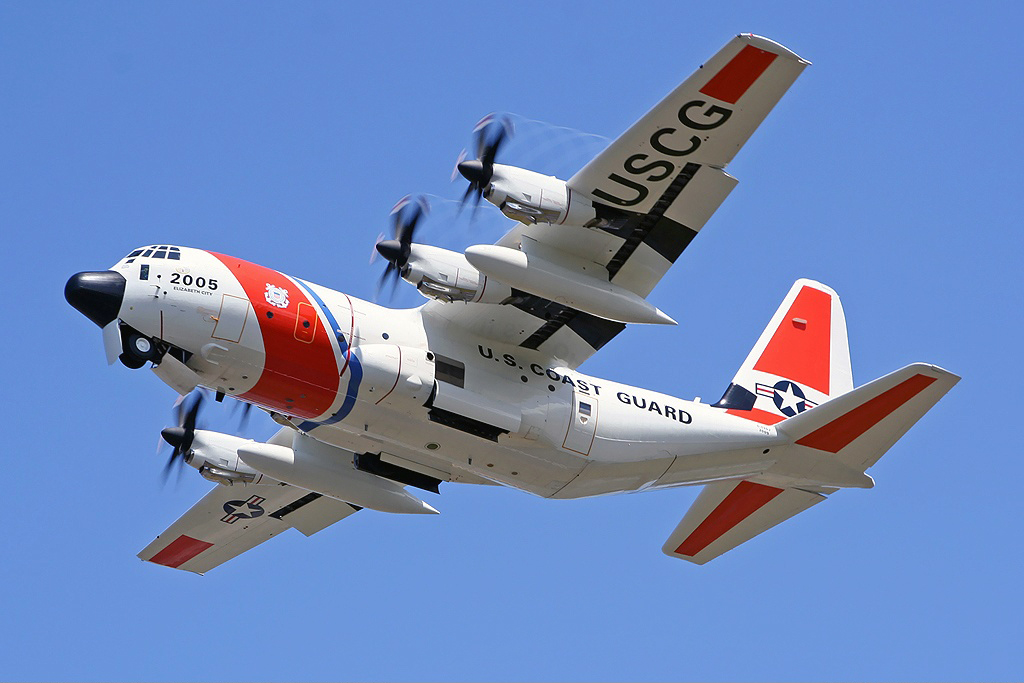
미국 해경의 HC-130 허큘리스

록히드 HC-130(Lockheed HC-130)은 미국 공군과 미국 해경에서 사용하는 탐색구조기이다. 탐색구조헬기에 대한 공중급유기능이 있다.

## 공중급유
C-130 수송기의 화물칸에 3600갤런의 탈착이 가능한 스테인리스 연료통을 넣고, 날개에 2개의 호스를 장착한 KC-130은 미국 해병대를 위해 1958년에 생산되었다. HC-130도 그러한 스테인리스 연료통을 화물칸에 장착하고 있다.
바다에 빠진 사람을 구조할 때는 공중에서 정지할 수 있는 헬기가 필요한데, 2시간만 실종상공에 머무를 수 있다. 공중급유가 지원되면 여러시간을 더 실종상공에서 수색할 수 있다. 그러나 미국 공군의 HC-130 허큘리스는 공중급유기능이 있으나, 미국 해경의 HC-130 허큘리스는 공중급유기능이 없다.

## 같이 보기
- 록히드 C-130 허큘리스
- C-130J 슈퍼 허큘리스
- 록히드 마틴 KC-130
- 안토노프 An-12
- C-160